# Schweizerische Vereinigung für Sonnenenergie
Die Schweizerische Vereinigung für Sonnenenergie (SSES, vom französischen Société Suisse pour l’Énergie Solaire) ist ein privatrechtlicher Verein, welcher 1974 gegründet wurde, um Alternativen zum Atomstrom und fossilen Energieträgern aufzuzeigen. Die SSES sieht sich als Organisation für die Interessen von Produzierenden und Nutzenden von Solarstrom.

## Geschichte
Die SSES wurde am 22. Juni 1974 als privatrechtlicher Verein in Bern gegründet. Sie entstand als Ausdruck der Besorgnis um die schweizerische Energiesituation der Energieverschwendung und den Mangel an Alternativen zur Nuklearlösung. Dabei umfasste das Tätigkeitsgebiet mehr als nur die Sonnenenergie und wies auf andere erneuerbare Nutzungsarten wie die Wind- und Wasserkraft sowie die Notwendigkeit der Energieeffizienz hin. Somit war die SSES die erste Organisation, welche sich der Energiewende verschrieben hat. Mit der Tour de Sol, welche von 1985 bis 1993 jährlich durchgeführt worden ist, und dem Selbstbau von thermischen Anlagen, beispielsweise mit Sebasol, konnte die SSES die Mitgliederzahl in den 1990er weiterhin steigern. Mit der zunehmenden Kommerzialisierung der Sonnenenergie musste sich die SSES neu orientieren und ihren Mitgliedern neue Dienstleistungen anbieten. Sie sieht sich inzwischen als Organisation für Konsumenten und nimmt sowohl politisch als auch materiell die Interessen von Solaranlagebesitzenden wahr.

## Organisation und Struktur
Das Mitgliederwachstum in den 1970er Jahren führte schliesslich aus Ressourcengründen zur heute noch bestehenden föderalen Organisationsstruktur in 10 Regionalgruppen (Neuchâtel-Jura, Bern-Solothurn, Basel, Aargau, Zentralschweiz, Tessin, Südostschweiz/Liechtenstein, Zürich, Nordostschweiz) und einer Fachgruppe (VESE). Jede Regionalgruppe verfügt über eigene Statuten und organisiert Aktivitäten und Anlässe in ihrer Region, resp. Fachgebiet. Bis 2014 bestand zudem eine Fachgruppe von Solarfrauen, welche Aktivitäten ausdrücklich für interessierte Frauen organisierte.
Der gemeinnützige Verein wird vom Bundesvorstand (BV) geführt. Gemäss Statuten ist die operative Leitung dem Bundesvorstandsausschuss (BVA) anvertraut, der aus Präsident, Vizepräsident, Kassier sowie bis zu 4 weiteren gewählten BV-Mitgliedern besteht. Der BVA strukturiert das Tagesgeschäft und gibt die politische Stossrichtung vor, während das Zentralsekretariat die vom BVA delegierten Aufgaben ausführt und für die Administration zuständig ist.

## Projekte und Tätigkeitsfelder
Als Konsumenten- und Konsumentinnenorganisation stellt die SSES verschiedene Dienstleistungen zur Verfügung:
- Die SSES publiziert sechs Mal jährlich die Fachzeitschrift „Erneuerbare Energien“. Sie zeigt Entwicklungen im Bereich der erneuerbaren Energien und insbesondere der Sonnenenergie auf.
- Infoabende zum Thema „Funktioniert meine Anlage einwandfrei“ und neutrale Anlagechecks zur Kontrolle der eigenen Solaranlage
- forumE[8] – ein Energiewendeforum für  Fragen  um erneuerbare Energien
- Information und Beratung
- Die Fachgruppe VESE bietet zusätzliche Dienstleistungen wie SIM-Karten zur Fernüberwachung oder Reinigungen von Anlagen zu vergünstigen Konditionen an[9].

Zudem kann sie eine Reihe an abgeschlossenen und laufenden Projekten vorweisen:
- Mitwirkung beim jährlichen Schweizer Solarpreis
- Solarbaugenossenschaften
- Tage der Sonne[11]
- Solarbauern[12]
- Globi im Energietal